# آلیاگیش
آلیاگیش (به لاتین: Alyagish) یک منطقهٔ مسکونی در روسیه است که در باشقیرستان واقع شده‌است.